# 喬克托語
喬克托語（英語：Choctaw；喬克托語：Chahta'）是一種馬斯科基語族的語言，傳統上通行於美國東南部的原住民族群之一喬克托人之間。儘管有人將契卡索語（Chickasaw）列為喬克托語的其中一種方言，但更多的資料指出，應將契卡索和喬克托語給視為彼此相似但不同的語言。

## 正寫法
喬克托語的書寫系統基於拉丁字母，儘管喬克托語有多種不同的書寫系統，但目最常見的系統為拜印頓系統（Byington）、拜印頓─蘇萬敦系統（Byington/Swanton）和密西西比喬克托族的現代系統。

### 拜印頓系統（原始）Byington (Original)

The Choctaw "Speller" alphabet as found in the Chahta Holisso Ai Isht Ia Vmmona, 1800s.

### 拜印頓─蘇萬敦系統（語言學者所使用）Byington/Swanton (Linguistic)

在居魯士‧拜印頓所編纂、約翰‧蘇萬頓(John Swanton)所編輯的1909年版的《喬克托語字典》(Choctaw Language Dictionary)中所見的語言學者用的喬克托語字母。

### 現代系統（密西西比喬克托族）

The Modern Choctaw alphabet as used by the Mississippi Band of Choctaw Indians, Present.

### 現代系統變體（語言學者所使用）

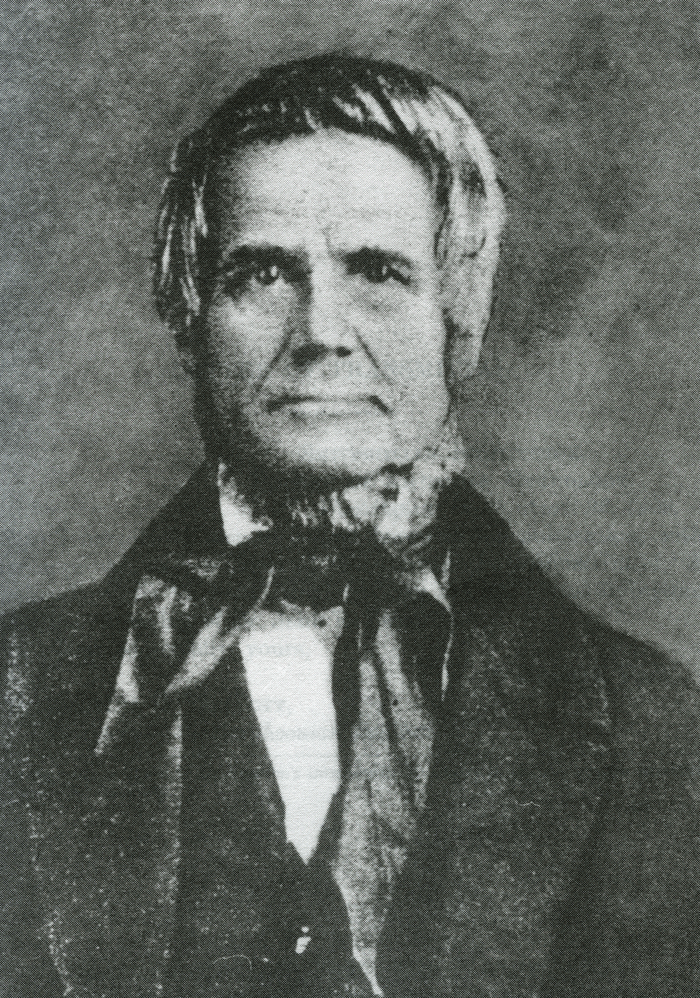
居魯士‧拜印頓（Cyrus Byington）花了近五十年的時間將聖經給翻譯成喬克托語。他在喬克托族依舊住在密西西比州、「被」移往印第安領地（今奧克拉荷馬州）前，和喬克托族被「移走」後，都和喬克托族人在一起。

許多語言學方面的刊物使用的是此處列出的該套現代系統的變體，在此變體中，長母音常藉由兩個母音並寫來表示；另在「語言學者所使用」的版本中，銳音符表示的是音高重音所在的位置，而非母音的長短。
本文以下討論喬克托語語法的部份使用的系統為語言學者用的現代系統變體。

## 語法形態

### 語序
喬克托語語序如下：
- 基本語序：主詞─受詞─動詞(SOV)
- 介詞多為後置詞，即介詞置於其所支配的名詞之後。
- 數詞和指示詞等置於被修飾詞後方，名詞領屬置於其被領屬者的前方。
- 關係子句為頭詞內嵌(Internally headed relative pronoun)的形式。

## 腳註
1. ↑  .   [2014-05-12]. （原始内容存档于2017-07-23）.
2. ↑  UNESCO Atlas of the World's Languages in danger, UNESCO
3. ↑  Munro 1984
4. ↑  .   [2014-05-12]. （原始内容存档于2020-11-25）.

## 外部連結
- Grammar of the Choctaw Language（页面存档备份，存于）
- English and Choctaw Definer（页面存档备份，存于）
- Choctaw Dictionary（页面存档备份，存于）
- Mississippi Band of Choctaw Indians
- Choctaw Nation of Oklahoma（页面存档备份，存于）
- Choctaw